# 私というパズル
『私というパズル』（原題:Pieces of a Woman）は2021年に公開されるカナダ・ハンガリー・アメリカ合衆国合作のドラマ映画である。監督はコルネル・ムンドルッツォ、主演はヴァネッサ・カービーが務めた。本作での演技によって、カービーは第77回ヴェネツィア国際映画祭で女優賞を受賞し、アカデミー主演女優賞にもノミネートされた。

## 概略
ボストン。マーサは出産を間近に控えており、自宅で出産する準備を整えていた。夫のショーンは不器用ながらも懸命にサポートしていたが、その甲斐もなく死産になってしまった。悲しみのどん底に突き落とされた2人だったが、その悲しみを思うように分かち合うことができず、夫婦の間に徐々に溝が生じ始めた。そんなマーサに追い打ちをかけたのが母親のエリザベスだった。エリザベスは「助産師（イヴ）を告訴して然るべき責任を取らせるべきだ」と強硬に主張し、マーサを強引に原告席に着かせたのである。
本作はマーサが死産の悲しみだけではなく、夫や母親、助産師とも向き合うことで、ゆっくりと自己を取り戻していく姿を描き出した作品である。

## キャスト
- マーサ・ワイス：ヴァネッサ・カービー
- ショーン・カーソン：シャイア・ラブーフ
- エリザベス・ワイス：エレン・バースティン
- イヴ・ウッドワード：モリー・パーカー
- スザンヌ：サラ・スヌーク
- アニータ・ワイス：イライザ・シュレシンガー
- クリス：ベニー・サフディ
- マックス：ジミー・フェイルズ
- ロン医師：ドメニク・ディ・ローザ

## 製作
2019年10月、コルネル・ムンドルッツォ監督の新作映画にヴァネッサ・カービーとシャイア・ラブーフが出演することになった。12月16日、ジミー・フェイルズ、エレン・バースティン、モリー・パーカー、イライザ・シュレシンガーの起用が発表された。同月、本作の主要撮影がカナダのモントリオールで始まった。2020年1月、サラ・スヌークとベニー・サフディがキャスト入りした。8月19日、ハワード・ショアが本作で使用される楽曲を手がけるとの報道があった。2021年1月8日、デッカ・レコーズが本作のサウンドトラックを発売した。

## 公開・マーケティング
2020年9月4日、本作は第77回ヴェネツィア国際映画祭でプレミア上映された。12日、第45回トロント国際映画祭で本作の上映が行われた。同日、Netflixが本作の全世界配信権を獲得した。11月17日、本作のオフィシャル・トレイラーが公開された。

## 評価
本作は批評家から高く評価されている。映画批評集積サイトのRotten Tomatoesには55件のレビューがあり、批評家支持率は80%、平均点は10点満点で7.3点となっている。サイト側による批評家の見解の要約は「『私というパズル』のオープニングシーンは実に衝撃的なものだが、それで得たパワーを持続するのに苦戦している。しかし、ヴァネッサ・カービーの演技のお陰で、死産の悲しみを切実に描写することには成功している。」となっている。また、Metacriticには11件のレビューがあり、加重平均値は69/100となっている。